# Kenjigarahalli, Ramanagara
Kenjigarahalli là một làng thuộc tehsil Ramanagara, huyện Ramanagara, bang Karnataka, Ấn Độ.